# Hybride Lehrveranstaltung
Eine hybride Lehrveranstaltung ist im Kontext des Lehrens an einer Universität oder Hochschule eine Veranstaltung, in der Akteure zeitgleich sowohl vor Ort in physischer Präsenz als auch digital interagieren.
Inwieweit eine begriffliche In-Beziehung-Setzung und Differenzierung zum Begriff „hybride Lehre“ vorzunehmen ist, wird in der Praxis von verschiedenen Autoren unterschiedlich gesehen und bewertet.

## Begriffsbestimmungen, nähere begriffliche Eingrenzungen
Bislang fehlt im universitären Lehrkontext eine eindeutige Definition zu „hybride Lehre“, wie folgende Beispiele verdeutlichen:
- Die Georg-August-Universität Göttingen fasst unter hybride Lehre „derzeit alle Lehrformate, die darauf basieren, dass eine Teilgruppe von Studierenden nicht vor Ort an der Lehre teilnehmen können“ zusammen[2]
- Weitreichender beschreibt die Universität Leipzig hybride Formate als „Vorlesungen, Seminare, Übungen und andere Formate […], bei denen ein Teil der Studierenden vor Ort anwesend ist, während der andere Teil der Studierenden entweder per Audio und/oder Video (synchron) zugeschaltet ist, eine andere Aufgabe bearbeitet oder aber die Lerninhalte zu einem anderen Zeitpunkt (asynchron) bearbeitet.“[3]
- Weniger umfassend versteht die Johannes-Gutenberg-Universität Mainz unter hybrid „zunächst Veranstaltungen, die rein digitale Angebote mit einzelnen Präsenzterminen verbinden.“[4]

Verschiedene Praxisberichte erläutern die Vorteile hybriden Lehrens, geben dabei allerdings keine oder sehr unterschiedliche Definitionen zu hybriden Konzepten (Harmon et al.). Folgende Definitionsversuche verdeutlichen die Diskrepanz:
- Hybride Lehre bezieht sich auf Lehr-/Lernszenarien, in denen Studierende gleichzeitig vor Ort und online – mit Unterstützung durch eine Videokonferenz – an einer Lehrveranstaltungssitzung teilnehmen können.[8][9]
- Hybride Lehrveranstaltungen als Kombination von Vor-Ort-Sitzungen und Online-Sitzungen (z. B. mit asynchronen Elementen) im Gegensatz zu einzelnen hybriden Sitzungen, deren Gestaltung abhängig vom Veranstaltungstyp (Vorlesung, Seminar, Übung/Tutorium, Labor) und vom gewünschten Interaktionsgrad der Teilnehmenden variiert[8]

Im Kern unterscheiden sich beide Definitionsansätze durch das Merkmal der Synchronität und letzterer darüber hinaus durch den Kontext, auf den sich der Begriff bezieht.
Allgemein wird „hybride Lehre“ auch als synonym für Blended Learning verstanden. Hier unterscheiden Personen der Hochschuldidaktik zwischen dem breiten und dem engen Begriffsverständnis. Im engen Begriffsverständnis wird hybride Lehre als eine hybride Lehrveranstaltung gesehen, die zeitgleich, synchron mit Lernern und Lehrpersonen ortsunabhängig stattfinden. Im breiten Begriffsverständnis wird es mit Blended Learning gleichgesetzt.

## Merkmale
Das Vorhandensein einer physischen sowie einer digitalen Lernumgebung allein ist nicht ausreichend, erst die Verknüpfung beider Lernorte in Form von Interaktionen lässt in der Praxis ein hybrides Setting entstehen. Hybridität der Lehrveranstaltung ist unabhängig davon, wer analog und digital miteinander interagiert. Nicht allein die Lernorte der Studierenden sind entscheidend, sondern auch die der Lehrpersonen.